# Рівняння Кнудсена
У гідродинаміці рівняння Кнудсена використовують для опису руху газу у трубі у вільномолекулярному потоці. Коли середня довжина вільного пробігу для молекул у газі рівна або перевищує діаметр трубки, молекули будуть взаємодіяти частіше з стінками трубки, ніж одна з одною. Для трубки із звичайними габаритами таке можливе лише у високому або надвисокому вакуумі.
Це рівняння було розроблене данським фізиком Мартіном Хансом Крістіаном Кнудсеном (1871-1949), який викладав і проводив дослідження у Данському технічному університеті.

## Циліндрична трубка
Для циліндричної трубки рівняння Кнудсена має вигляд:
{\displaystyle q={\frac {1}{6}}{\sqrt {2\pi }}\Delta P{\frac {d^{3}}{l{\sqrt {\rho _{1}}}}},}
де:
| Позначення | Опис                                                     |
| ---------- | -------------------------------------------------------- |
| q          | швидкість потоку на одиницю тиску (обсяг×тиск/час)       |
| ΔP         | різниця між значеннями тиску від початку до кінця трубки |
| d          | діаметр трубки                                           |
| l          | довжина трубки                                           |
| ρ1         | співвідношення густини і тиску                           |

Для азоту (або повітря) при кімнатній температурі провідність C (у літрах за секунду) трубки можна обчислити за рівнянням:

{\displaystyle {\frac {C}{\mathrm {L} /\mathrm {s} }}\approx 12\,{\frac {d^{3}/\mathrm {cm} ^{3}}{l/\mathrm {cm} }}}